# Olympische Winterspiele 1994/Teilnehmer (Fidschi)
| Gelbes Symbol für Goldmedaillen mit stilisierten Olympischen Ringen | Graues Symbol für Silbermedaillen mit stilisierten Olympischen Ringen | Braundes Symbol für Bronzemedaillen mit stilisierten Olympischen Ringen |
| ------------------------------------------------------------------- | --------------------------------------------------------------------- | ----------------------------------------------------------------------- |
| —                                                                   | —                                                                     | —                                                                       |

Fidschi nahm an den Olympischen Winterspielen 1994 im norwegischen Lillehammer mit einem Athleten teil.
Es war die zweite Teilnahme Fidschis an Olympischen Winterspielen.

## Skilanglauf
| Athleten         | Wettbewerbe     | Zeit        | Rang |
| ---------------- | --------------- | ----------- | ---- |
| Männer           |                 |             |      |
| Rusiate Rogoyawa | 10 km klassisch | 38:30,7 min | 88   |